# Réseau de bus Grand R
 (juillet 2017).
Si vous disposez d'ouvrages ou d'articles de référence ou si vous connaissez des sites web de qualité traitant du thème abordé ici, merci de compléter l'article en donnant les références utiles à sa vérifiabilité et en les liant à la section « Notes et références ».
Grand R était un réseau de bus organisé par Île-de-France Mobilités et exploité par le groupe Keolis à travers la société de transport Les Courriers de l'Île-de-France. Le réseau, composé de vingt lignes, dessert principalement la communauté d'agglomération Roissy Pays de France et, dans une moindre mesure, le département de l'Oise. Le réseau est créé le 29 août 2006 en reprenant les dessertes de certaines lignes du réseau de bus CIF.

## Présentation
Le réseau de bus Grand R est le réseau de bus de la Communauté d'agglomération Roissy Porte de France (CARPF). Il est exploité par Les Courriers de l'Île-de-France (CIF) appartenant à Keolis du groupe SNCF. Le réseau dessert treize communes de la CARPF et une commune des Hauts-de-France : Chennevières-lès-Louvres, Épiais-lès-Louvres, Fontenay-en-Parisis, Fosses, Louvres, Mareil-en-France, Marly-la-Ville, Plailly (Oise), Puiseux-en-France, Roissy-en-France (services scolaires uniquement), Saint-Witz (services scolaires uniquement), Survilliers, Vémars (services scolaires et service du samedi uniquement) et Villeron. Certaines lignes ont leur origine ou terminus en dehors du territoire de la Communauté d'agglomération.
Le réseau comprend huit lignes régulières de la ligne R1 à la ligne R8 et 11 lignes scolaires de la ligne R104 à la ligne R114. La ligne R108 a été certifiée par l'AFNOR.
Ces lignes desservent principalement des gares du RER D (Goussainville, Louvres et Survilliers-Fosses) ainsi qu'une gare du RER B (Aéroport Charles-de-Gaulle 1).
Plusieurs communes de la CARPF ne sont pas concernées par le réseau « Grand R », dont notamment Écouen, Roissy-en-France et Le Thillay ; tandis qu'Écouen est principalement desservie par les réseaux Transilien et RATP, les deux dernières communes sont desservies par d'autres lignes du réseau de bus CIF. Plusieurs communes sont desservies par deux lignes du réseau départemental du Val-d'Oise, les lignes 95.01 et 95.02.
Hormis la ligne R1 depuis le 3 mars 2013. aucune ligne ne fonctionne les dimanches et fêtes, et une seule ligne est desservie en soirée. Le week-end, l'aéroport de Roissy-Charles-de-Gaulle n'est pas desservi par le réseau « Grand R ». Aucune ligne ne présente un horaire cadencé au sens propre du terme, du fait des conditions de circulation, des variantes d'itinéraire et des contraintes imposées par l'horaire du RER D.

### Histoire
Toutes les lignes du réseau « Grand R » ont déjà existé, souvent sous d'autres formes, depuis les années 1980, voire nettement avant pour les plus importantes. Ce furent des lignes du réseau CIF, dont le réseau « Grand R » constitue un sous-réseau aujourd'hui.
En 2002, trois communes supplémentaires rejoignent la Communauté de communes Roissy Porte de France (CCRPF), dont deux communes avec une population relativement importante, Fosses et Marly-la-Ville. Par la volonté des communes adhérentes, la CCRPF devient autorité organisatrice de proximité par délégation du STIF. Commencent alors des réflexions sur une possible restructuration de la desserte des communes. Jusque-là, la desserte est fréquente pendant les heures de pointe, mais quasiment inexistante en pleine journée, sauf sur les deux lignes les plus importantes 25C et 28 avec toutefois des lacunes en matinée. Un nombre important d'autocars est requis le matin et le soir, qui ne sont pas efficacement utilisés pendant le reste de la journée. Par ailleurs, bien que s'apparentant à des lignes urbaines, le service se fait souvent avec des autocars à plancher haut (par exemple, Renault Tracer).
La restructuration portera donc sur des fusions de lignes, afin d'obtenir des trajets plus longs et réduire ainsi le temps mort que les bus passent aux terminus. Le nombre de véhicules requis en période de pointe, facteur déterminant pour les coûts d'exploitation, diminue en conséquence. D'autre part, la fréquence de la desserte en début de période de pointe (avant 7 h 00 et avant 18 h 00) est réduite et passe de 15 min à 20-30 min. Les économies ainsi réalisées sont utilisées pour renforcer la desserte de pleine journée. Dans le cas de la ligne R1 issue des lignes 28 et 25C, deux communes limitrophes, Fosses et Marly-la-Ville, sont nouvellement reliées.
Comparaison des anciennes lignes avec le réseau Grand'R au 29 août 2006 :
- Les lignes 25C et 28 ont été fusionnées pour former la ligne R1 ;
- Les lignes 26 et 29 ont été fusionnées pour former la ligne R2 ;
- Les lignes 60 et 95-01 Z.I. ont été remplacées par la ligne R3 ;
- La partie est de la ligne 36 a été renommé en ligne R4 ;
- La ligne 25E a été renommé en ligne R5 ;
- La ligne 25A a été renommé en ligne R6 ;
- La ligne 25B et la partie ouest de la ligne 36 ont été remplacées par la ligne R7 ;
- La ligne 30A a été renommé en ligne R8.

Le réseau de bus « Grand R » voit le jour le lundi 29 août 2006. Les premiers mois d'exploitation ne sont pas sans problèmes puisque les horaires théoriques ne sont pas toujours compatibles avec les conditions de circulation. La desserte en continu des villes de Survilliers et Fosses par la ligne R2 doit être rapidement abandonnée en dehors des heures de pointe, avec un nouvel horaire entré en vigueur début décembre, et les usagers doivent de nouveau interrompre le voyage à la gare de Survilliers - Fosses. La rationalisation du service des heures de pointe implique aussi, selon les cas, des correspondances train / bus dans des très brefs délais ou, au contraire, avec un temps d'attente plus long. Par ailleurs, l'allégement de la desserte en début de période de pointe ne s'étant pas révélé probant, une partie des services supprimés est réinstaurée.
Les principales communes (Fosses, Louvres, Marly-la-Ville, Survilliers) bénéficient d'une desserte globalement mieux adaptée, tandis que le niveau de desserte est resté identique pour les petites communes. L'allègement de la desserte de Plailly (Oise) ne relève pas de la compétence de la CCRPF ; il est la conséquence de la très faible fréquentation. Le service du samedi matin a été considérablement allégé sur plusieurs lignes ; par exemple, Survilliers n'est plus desservi avant 8 h 00, et des petites communes, Chennevières-lès-Louvres, Épiais-lès-Louvres, Plailly, Puiseux-Village et Villeron perdent le service du samedi. Saint-Witz, commune de près de 3 000 habitants, n'est toujours pas desservie le samedi. Châtenay-en-France a même perdu toute desserte. En revanche, la ligne R1 reçoit une nouvelle desserte en soirée au 15 décembre 2009 : désormais, un bus relève la correspondance de tous les RER jusqu'au dernier train, et le service ne s'arrête qu'à 1 h 26 (dernier départ).
En même temps, le nouvel horaire du RER D porte un coup dur aux nouveaux services de bus en pleine journée : désormais, les délais entre l'arrivée et le départ d'un train ne sont plus de quinze minutes mais inégaux, et les bus n'ont plus le temps d'effectuer un aller-retour entre l'arrivée d'un train et le départ du train suivant. De ce fait, les bus ne peuvent plus relever la correspondance du RER et établir la correspondance au retour, et un choix a dû être fait. Soit les bus partent d'une gare sans relever la correspondance, soit les bus arrivent à la gare sans établir de correspondance. Tous les usagers arrivant par le train en matinée ou voulant prendre un train pour Paris l'après-midi sont ainsi pénalisés, et la fréquentation des bus en a subi les conséquences.

### Ouverture à la concurrence
En raison de l'ouverture à la concurrence des réseaux d'autobus en Île-de-France, le réseau de bus Roissy Ouest est créé le 1er août 2023, correspondant à la délégation de service public numéro 6 établie par Île-de-France Mobilités. Un appel d'offres a donc été lancé par l'autorité organisatrice afin de désigner une entreprise qui exploitera le réseau pour une durée de six ans. C'est finalement le groupe Keolis à travers la société Keolis Roissy Pays de France Ouest, qui a été désigné lors du conseil d'administration du 7 décembre 2022. L’intégralité des lignes sera intégrée au nouveau réseau le 1er août 2023.

## Exploitation

### Entreprise exploitante
Depuis sa création le 29 août 2006, le réseau est exploité par le groupe Keolis à travers l'entreprise Les Courriers de l'Île-de-France.

### Dépôt
Les véhicules ont leur centre-bus à Goussainville, situé au no 10 rue Robert-Moinon. Le dépôt a également pour mission d'assurer l'entretien préventif et curatif du matériel. L'entretien curatif ou correctif a lieu quand une panne ou un dysfonctionnement est signalé par un machiniste.

## Parc de véhicules
Pendant les années 2007 et 2008, les lignes régulières bénéficient de nouveaux matériels (bus à plancher bas accessibles aux personnes à mobilité réduite (PMR) et climatisés d'Irisbus (le Citelis 12 et le Citelis 18) en remplacement des autocars et des anciens bus (PR.180, PR.118, Agora S...). L'ensemble des autocars est envoyé sur les lignes à vocation scolaire ou muté vers d'autres dépôts. Sur les bus déjà en service en 2006, une nouvelle livrée est appliquée, avec des éléments bleus et jaunes et le logo du réseau. Cependant, les nouveaux bus livrés depuis 2007 ne reçoivent plus cette décoration et circulent avec une livrée entièrement blanche. D'autres bus ont reçu la livrée Keolis, si bien que la décoration « Grand R » n'est visible que sur une minorité du matériel.

## Galerie de photographies

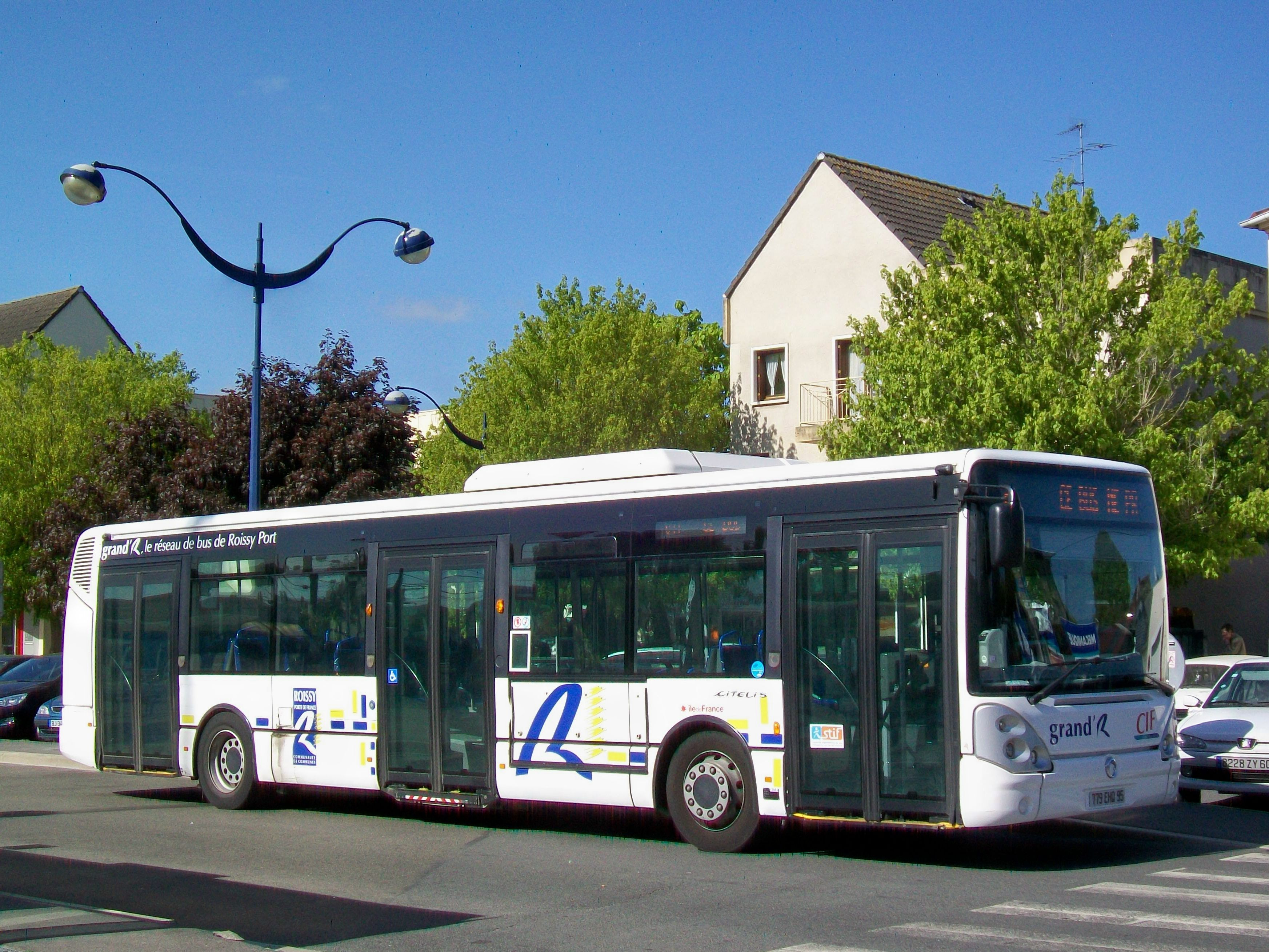
Un Citelis 12 à la gare routière de Survilliers - Fosses.
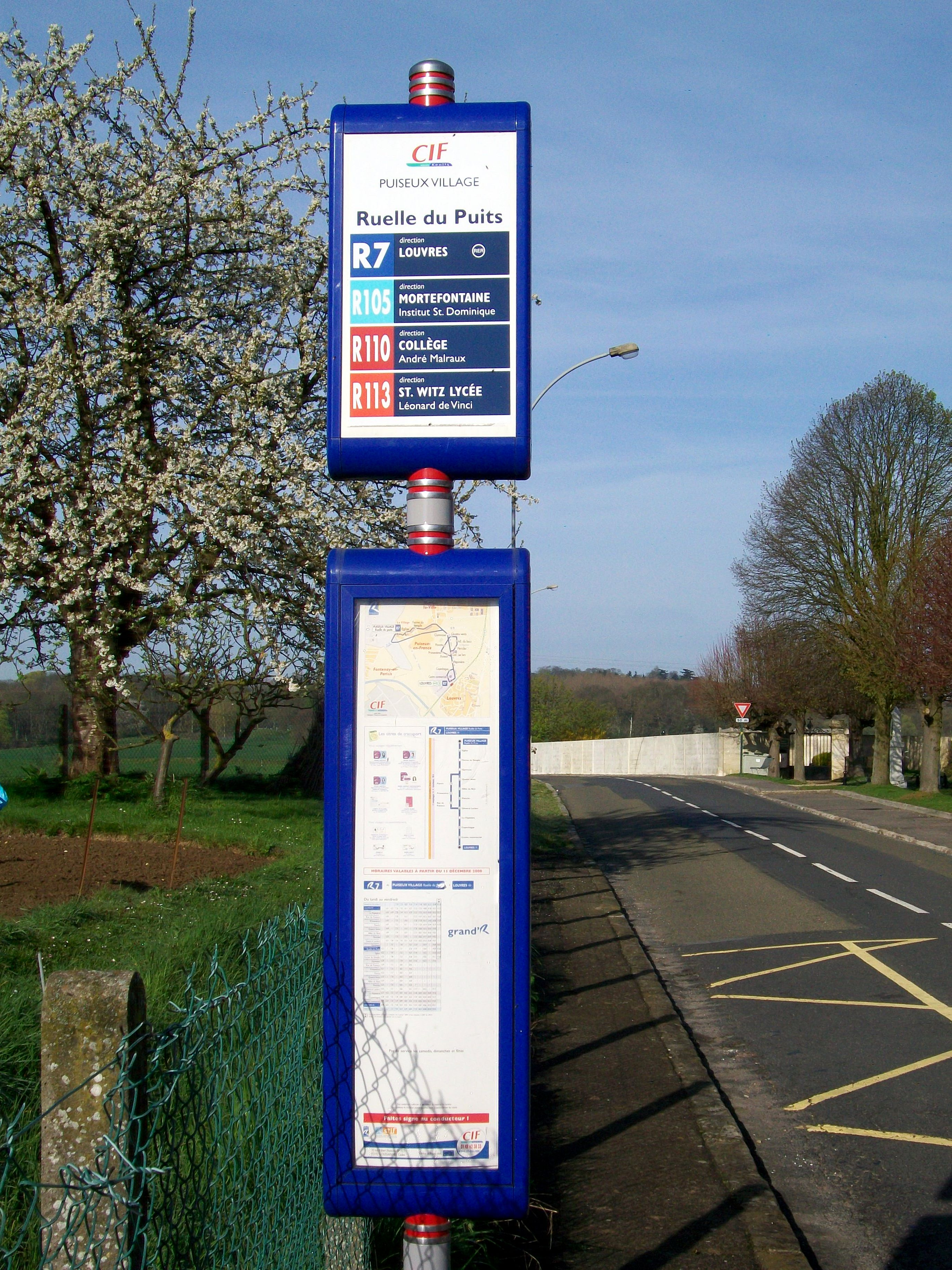
Poteau d'arrêt de Keolis CIF à l'arrêt Ruelle du Puits à Puiseux-en-France.